# Zion Suzuki
Zion Suzuki (Newark, 21 de agosto de 2002) es un futbolista estadounidense, nacionalizado japonés, que juega en la demarcación de portero para el Parma Calcio 1913 de la Serie A.

## Primeros años
Nació en Newark, de padre ghanés y madre japonesa, al poco tiempo él y su familia se trasladaron la ciudad de Urawa en Japón. Debe su nombre al Monte Sion cerca de Jerusalén.

## Selección nacional
Tras jugar en las categorías inferiores de la selección, finalmente hizo su debut con la selección de Japón el 19 de julio de 2022 en un encuentro del campeonato de Asia Oriental de 2022 contra Hong Kong que finalizó con un resultado de 6-0 a favor del combinado japonés tras tres dobletes de Yūki Sōma, Shuto Machino y Takuma Nishimura. Además disputó los Juegos Olímpicos de Tokio 2020.

## Clubes
| Club               | País    | Año       | Partidos | Goles |
| ------------------ | ------- | --------- | -------- | ----- |
| Urawa Red Diamonds | Japón   | 2021-2023 | 29       | 0     |
| Sint-Truidense     | Bélgica | 2023-2024 | 32       | 0     |
| Parma Calcio 1913  | Italia  | 2024-     | 37       | 0     |

## Palmarés

### Títulos nacionales
| Título             | Club               | País  | Año  |
| ------------------ | ------------------ | ----- | ---- |
| Copa del Emperador | Urawa Red Diamonds | Japón | 2021 |
| Supercopa de Japón | Urawa Red Diamonds | Japón | 2022 |

### Títulos internacionales
| Título                                | Club (*)           | País  | Año  |
| ------------------------------------- | ------------------ | ----- | ---- |
| Campeonato de Fútbol de Asia Oriental | Selección de Japón | Japón | 2022 |
| Liga de Campeones de la AFC           | Urawa Red Diamonds | Japón | 2022 |

(*) Incluyendo la selección.